# Pixley ka Seme (district)
Pixley ka Seme (officieel Pixley ka Seme Distriksmunisipaliteit) is een district in Zuid-Afrika. Dit district stond bekend als het Bo-Karoo Distriksmunisipaliteit en is nu vernoemd naar de oprichter van het Afrikaans Nationaal Congres.
Pixley ka Seme ligt in de provincie Noord-Kaap en telt 186.351 inwoners.

## Gemeenten in het district[3]
- Emthanjeni
- Kareeberg
- Renosterberg
- Siyancuma
- Siyathemba
- Thembelihle
- Ubuntu
- Umsobomvu